# Dendroctonus
Dendroctonus es un género  de coleópteros polífagos de la familia Curculionidae. Son escarabajos nativos de América del Norte y América Central donde son también conocidos como gorgojo descortezador o gorgojo de la corteza del pino. Incluye diferentes especies considerados como graves plagas forestales por causar serios daños a ciertos árboles coníferas.

## Especies
El género tiene las siguientes especies reconocidas:
- Dendroctonus adjunctus Blandford, 1897
- Dendroctonus approximatus Dietz, 1890
- Dendroctonus brevicomis LeConte 1876
- Dendroctonus frontalis Zimmermann, 1868
- Dendroctonus jeffreyi Hopkins, 1909 - afecta Pinus jeffreyi
- Dendroctonus murrayanae Hopkins, 1909 - afecta Pinus contorta
- Dendroctonus ponderosae Hopkins, 1902 - afecta Pinus ponderosa
- Dendroctonus pseudotsugae Hopkins, 1905 - afecta Pseudotsuga
- Dendroctonus punctatus LeConte, 1868
- Dendroctonus rufipennis Kirby 1837 - afecta la pícea
- Dendroctonus simplex LeConte, 1868
- Dendroctonus terebrans (Olivier, 1795)
- Dendroctonus valens LeConte, 1860
- Dendroctonus rhizophagus Thomas & Bright - afecta a Pinus spp